# Maschera domino

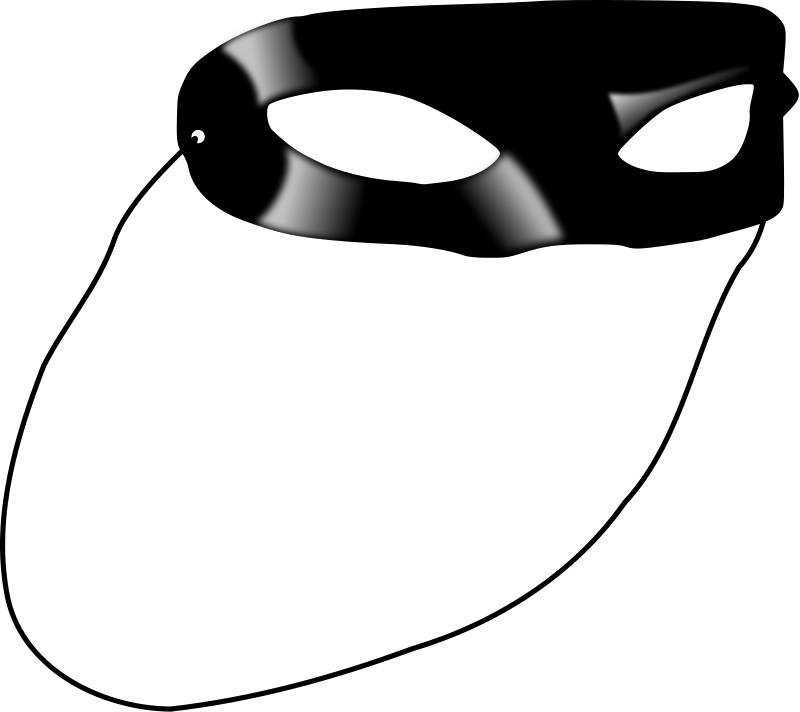

Una maschera domino è una maschera piccola, spesso arrotondata, che copre solo l'area intorno agli occhi e lo spazio tra di loro. Queste maschere hanno avuto particolare prevalenza dal XVIII secolo, quando divennero tradizionali da indossare in particolari manifestazioni locali del carnevale, in particolare il carnevale veneziano, come parte di un costume da domino, che comprendeva la maschera e un mantello nero. Le maschere del domino hanno trovato la loro strada in una varietà di forme d'arte popolari.

## Nome
Si ritiene che il nome derivi dal latino dominus, ovvero "signore". L'esatta derivazione è sconosciuta.

## Storia
Le maschere domino sono indossate durante il carnevale, ad esempio al Carnevale di Venezia, dove facevano parte del più ampio costume da domino nero (anche se occasionalmente bianco e blu) indossato da partecipanti sia maschi che femmine, che soddisfaceva il requisito della mascherata che i partecipanti fossero mascherati o altrimenti travestiti, e ottennero gli elementi che erano distintivi dell'atmosfera mascherata; il costume includeva la maschera, oltre a un mantello per avvolgere il corpo e talvolta un cappuccio.
La maschera del domino ha anche trovato la sua strada nei paesaggi politici delle culture non occidentali attraverso vignette politiche, sebbene probabilmente attraverso le prime influenze di fornitori popolari (e quindi esportati) del XVIII secolo e successivamente europei e americani dello stesso genere.

## Nelle arti

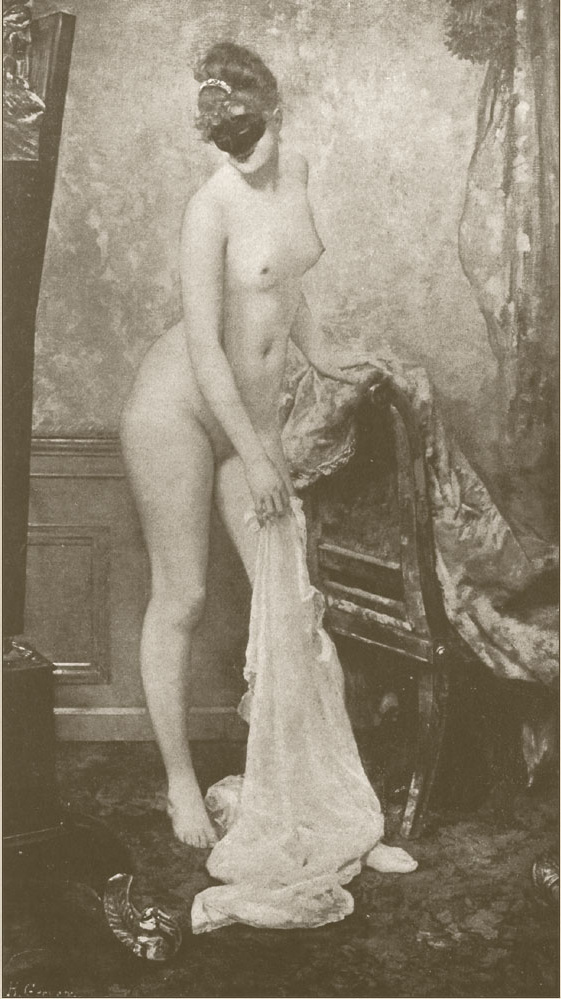
La Femme au Masque (1885) di Gervex.

Le maschere del domino sono apparse in varie immagini artistiche, come La Femme au Masque, un dipinto di Henri Gervex nel 1885. Il soggetto è Marie Renard, allora parigina 22enne, che indossa solo una maschera da domino.
La maschera è popolare nei fumetti di supereroi, dove è spesso indossata da eroi in costume e cattivi con l'implicazione che nascondono l'identità segreta dell'eroe, o da precedenti stereotipi eroici come Zorro, Il ranger solitario, Robin il ragazzo meraviglia e il Calabrone Verde.